# Cavallasca

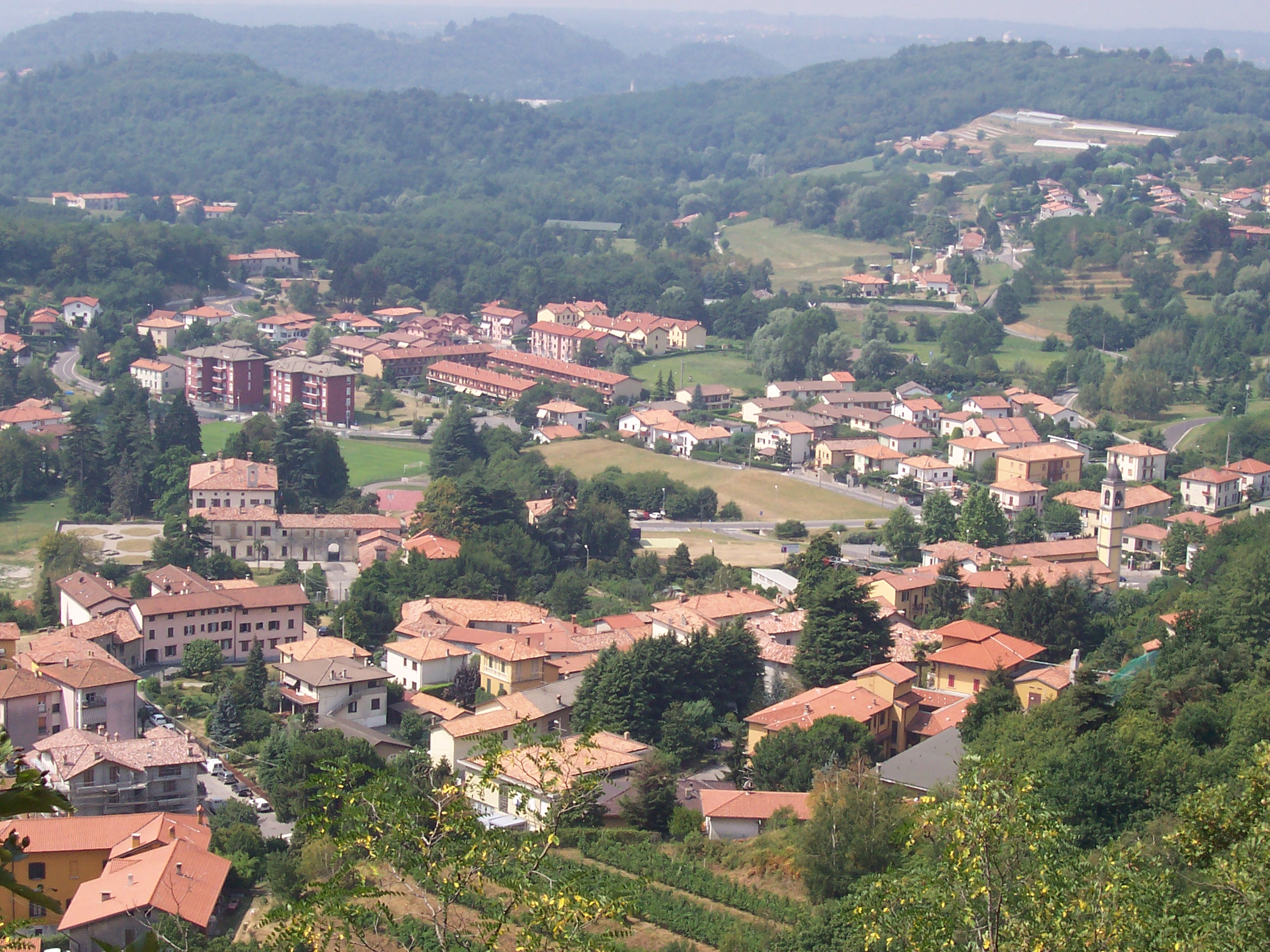
Cavallasca

Cavallasca ist eine Fraktion der Gemeinde San Fermo della Battaglia in der italienischen Provinz Como in der Region Lombardei. 
Die Gemeinde Cavallasca wurde am 1. Januar 2017 in die Gemeinde San Fermo della Battaglia eingegliedert. Sie hatte zuletzt 2973 Einwohner (Stand 31. Dezember 2015).

## Geographie
Cavallasca liegt nahe der Grenze zur Schweiz an der Strada provinciale 17 (Provinzstrasse) zwischen Parè und San Fermo della Battaglia. Nachbargemeinden waren Chiasso im Kanton Tessin in der Schweiz, Como, Gironico, Montano Lucino, Colverde, San Fermo della Battaglia.

## Sehenswürdigkeiten
- Pfarrkirche San Michele Arcangelo (18. Jahrhundert)[1]
- Kirche San Rocco[2]
- Kirche San Carlo Borromeo e Antonio da Padova (17. Jahrhundert)[3]
- Villa Imbonati (17. Jahrhundert)[4]